# Mwakitolyo
Mwakitolyo è una circoscrizione rurale (rural ward) della Tanzania situata nel distretto rurale di Shinyanga, regione di Shinyanga. Conta una popolazione di 20 191 abitanti (censimento 2012).